# Big Brown Eyes
Big Brown Eyes is een Amerikaanse filmkomedie uit 1936 onder regie van Raoul Walsh. Het scenario is gebaseerd op een reeks korte verhalen van James Edward Grant, die werden gepubliceerd in het tijdschrift Liberty. Destijds werd de film in Nederland uitgebracht onder de titels Laat haar maar lopen en Vingerafdrukken.

## Verhaal
Manicurist Eve Fallon wordt verliefd op detective Danny Barr. Ze vermoedt echter dat hij een affaire heeft met zijn vrouwelijke collega, mevrouw Cole. Zijn relatie met haar is echter puur zakelijk, aangezien hij probeert te ontrafelen wie haar diamanten heeft gestolen. Als de juwelen opduiken, vertrouwt ze deze toe aan Richard Morey die zich voordoet als agent, maar in werkelijkheid een dief is.
Eve is ervan overtuigd dat Danny een affaire heeft en wordt ontslagen als ze hem uitfoetert in de kapperzaak waar ze werkt. Danny probeert haar tevergeefs uit te leggen wat er aan de hand is. Ze krijgt later van Jack Sully, een vriend, een baan als verslaggeefster.
Niet veel later wordt een baby vermoord door een van de juwelendieven. Danny wordt aangewezen om de moordzaak te onderzoeken. Hij krijgt hulp van Bessie, een getuige van de moord. Ze durft echter de dader niet aan te wijzen, uit angst dat zijn handlangers wraak op haar zullen nemen. Eve weet dat Battle de moord heeft gepleegd en luist hem erin om de waarheid toe te geven.
Aan het einde van de film krijgen de dieven de straf die ze verdienen en herenigen Dan en Eve zich. Hij doet haar een huwelijksaanzoek en zij accepteert het.

## Rolverdeling
| Acteur           | Personage     |
| ---------------- | ------------- |
| Cary Grant       | Danny Barr    |
| Joan Bennett     | Eve Fallon    |
| Walter Pidgeon   | Richard Morey |
| Lloyd Nolan      | Russ Cortig   |
| Alan Baxter      | Cary Butler   |
| Marjorie Gateson | Chesley Cole  |
| Isabel Jewell    | Bessie Blair  |
| Douglas Fowley   | Benny Battle  |
| Henry Brandon    | Don Butler    |
| Joe Sawyer       | Jack Sully    |
| Dolores Casey    | Kashoudster   |
| Doris Canfield   | Myrtle        |
| Edwin Maxwell    | Redacteur     |
| Helen Brown      | Moeder        |
| Sam Flint        | Martin        |